# Dipartimento di Capayán
Capayán è un dipartimento argentino, situato nella parte meridionale della provincia di Catamarca, con capoluogo Huillapima.

## Geografia fisica
Esso confina con la provincia di La Rioja e con i dipartimenti di Pomán, Ambato, Capital, Valle Viejo, Ancasti e La Paz.

## Società

### Evoluzione demografica
Secondo il censimento del 2001, su un territorio di 4.284 km², la popolazione ammontava a 14.137 abitanti, con un aumento demografico del 17,26% rispetto al censimento del 1991.

## Amministrazione
Nel 2001 il dipartimento comprendeva i seguenti comuni (municipios in spagnolo):
- Capayán
- Huillapima